# Wolnzach
Wolnzach är en köping (Markt) i Landkreis Pfaffenhofen an der Ilm i Regierungsbezirk Oberbayern i förbundslandet Bayern i Tyskland.